# Шамоцин (гмина)
Шамоцин (пол. Szamocin) — гмина (волость) в Польше, входит как административная единица в Ходзеский повет, Великопольское воеводство. Население — 7248 человек (на 2004 год).

## Сельские округа
1. Атаназын
2. Борово
3. Хелиодорово
4. Лясково
5. Липа
6. Липя-Гура
7. Наленча
8. Новы-Двур
9. Рачин
10. Свобода
11. Шамоты

## Прочие поселения
1. Антонины
2. Борувки
3. Филипа
4. Якторово
5. Юзефовице
6. Юзефово
7. Козажин
8. Лесничувка
9. Людвиковец
10. Марянка
11. Михалина
12. Мелимонка
13. Надольники
14. Новы-Млын
15. Пилка
16. Смоляры
17. Соколец
18. Соколецке-Выбудоване
19. Стшельчики
20. Слюза-Кростково
21. Весьредник

## Соседние гмины
1. Гмина Бялосливе
2. Гмина Ходзеж
3. Гмина Голаньч
4. Гмина Маргонин
5. Гмина Мястечко-Краеньске
6. Гмина Выжиск